# 纯顶星喉蜂鸟
，是雨燕目蜂鸟科的一种鸟类。
纯顶星喉蜂鸟体重约7.3克，翼长约62.7毫米，嘴峰长约35.8毫米，喙宽度约2.5毫米，喙厚度约2.7毫米，跗蹠长约4.2毫米，尾长约35.2毫米。纯顶星喉蜂鸟在其分布区内为留鸟，其栖息在半开放的中等高度的林地中，食性为草食性，主要食物来源是植物的花蜜。

## 亚种
- ：分布于墨西哥西北部（索诺拉州至哈利斯科州）。
- ：分布于墨西哥西部（纳亚里特州）至危地马拉西部。
- ：分布于萨尔瓦多和尼加拉瓜至哥斯达黎加西南部。[4]